# Canal de Mollis
Pour les articles homonymes, voir Canal et Mollis.
Le canal de Mollis est un canal situé en Suisse à proximité du lac de Walenstadt.
Ce canal a été creusé entre 1087 et 1881 lors des travaux de correction de la Linth. Il relie l'ancien cours de la Linth au lac de Walenstadt. La Linth passe désormais dans ce canal.

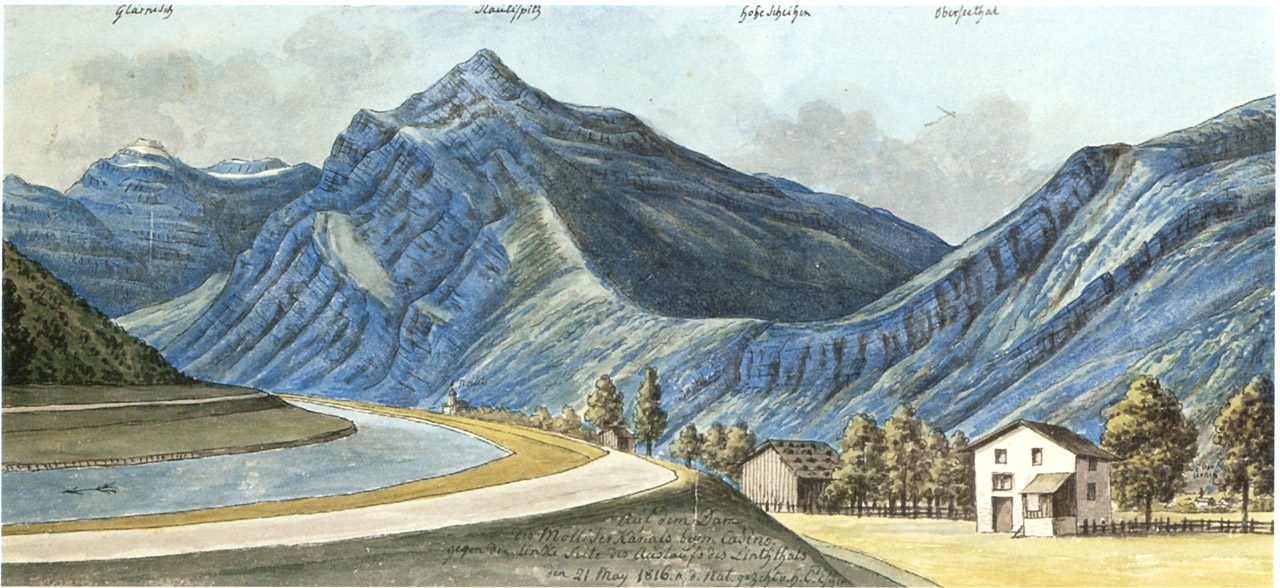
Aquarelle de 1816 du canal de Mollis.